# Лимонник китайский
Лимо́нник кита́йский (лат. Schisándra chinénsis) — вид цветковых растений рода Лимонник (Schisandra) семейства Лимонниковые (Schisandraceae).

## Распространение и экология
Произрастает в Китае, Японии и Корее. На территории России встречается в Приморском и Хабаровском краях, Амурской области, на Сахалине (не выше 51° с.ш.), Курилах (Шикотан, Кунашир, Итуруп). По побережью Татарского пролива лимонник китайский достигает реки Тумнин, по Амуру спускается до посёлка Сусанино, по Амгуни доходит до посёлка Каменки, по Бурее доходит до села Усть-Умальта, по Селемдже — до села Стойбы, по Зее добирается чуть выше города Зеи, вверх по Амуру распространён до посёлка Кумары.
Растёт в кедрово-широколиственных и других хвойно-лиственных, иногда — в лиственных лесах, обычно в прогалинах, опушках, вырубках и старых гарях, чаще в узких долинах горных рек и ручьёв. Растёт группами, образует заросли. Не встречается в поймах с длительным затоплением или продолжительным переувлажнением почвы. В горы поднимается до 600 м над уровнем моря.
Светолюбив, но в раннем возрасте выдерживает сильное и продолжительное затенение. Может расти на бедных оподзоленных суглинках и супесчаных пойменных почвах. Оптимальными для роста и плодоношения являются дренированные почвы долин небольших горных рек и ручьёв. Застойного переувлажнения и заболоченности не выносит. Не мирится как с недостатком влаги в почве, так и с сухостью воздуха (листья увядают). К заморозкам довольно устойчив, лишь иногда весенние заморозки побивают распустившиеся листья.

## Ботаническое описание
Листопадная лиана длиной до 10—15 м, в северных районах редко превышает в длину 4 м. Стебель диаметром до 2 см, завивающийся на опоре, покрытый морщинистой, шелушащейся, тёмно-коричневой корой. Побеги с гладкой желтоватой корой.
Листья эллиптические или обратнояйцевидные, длиной 5—10 см, шириной 3—5 см. Имеют клиновидное основание и заострённую верхушку, по краю неяснозубчатые, слегка мясистые, сверху голые, тёмно-зелёные, снизу бледные, со слабым опушением по жилкам. Черешки розовато-красные, 2—3 см в длину. И листья, и стебли издают лимонный запах.
Лимонник китайский — растение однодомное, цветки раздельнополые. Тем не менее, в некоторые годы на лиане могут быть только мужские цветки. Цветки диаметром до 1,5 см, с отчётливым ароматом, белые, однако к концу периода цветения розовеют, скученные у основания одногодичных веточек по 3—5 из одной пазух листа, на самостоятельных поникающих цветоножках длиной 1—4 см. Околоцветник из 6—9 долей, из них наружные поникающие, внутренние сходящиеся, овально-продолговатые, тупые, обычно уже наружных; пыльниковая колонка втрое короче околоцветника; плодолистики многочисленные, округлые, с коротким носиком.
Формула цветка: {\displaystyle \ast P_{3+3+3}\;A_{\infty }\;G_{0}} и {\displaystyle \ast P_{3+3+3}\;A_{0}\;G_{\underline {\infty }}}, или
{\displaystyle \ast \;P^{Co}\;_{6-9}\;A_{(3-7)}\;G_{\underline {30-40}}}.
После отцветания цветоложе разрастается, из одного цветка образуется кистевидная сборная многоягода длиной до 10 см, усаженная сочными красными ягодами. (Этот плод также классифицируют как сочную многолистовку). Семена, освобождённые от околоплодника, — округлопочковидной формы, на вогнутой стороне с заметным темно-серым рубчиком, расположенным поперек семени. Длина 3—5 мм, ширина 2—4,5 мм, толщина 1,5—2,5 мм. Поверхность гладкая, блестящая, желтовато-бурого цвета. Семена состоят из твердой хрупкой кожуры и плотного ядра, которое у недоразвитых семян может отсутствовать. Кожура легко ломается и свободно отстает от ядра. Ядро подковообразной формы, восковидно-желтое, один конец конусовидно заостренный, другой — округлый. На выпуклой стороне ядра семени проходит светло-коричневая бороздка. Основную массу ядра семени составляет эндосперм. В заострённом конце верхушки (в эндосперме) лежит небольшой зародыш, заметный под лупой. Запах при растирании — сильный, специфический. Вкус — пряный, горьковато-жгучий.
|                                                                                             |  |  |  |
| Слева направо: Листья, плоды и семена лимонника китайского. Лимонник осенью, на дачном доме |  |  |  |

### Биологические особенности
Спирально обвивает опору по часовой стрелке.
Возобновляется главным образом вегетативно — отпрысками от корней, укоренением соприкасающихся с почвой лиан. Возобновление семенами встречается реже. Разводится семенами, корневыми черенками, делением кустов. Стеблевые черенки укореняются только зелёные, причём слабо. Всхожесть семян 60—80 % (часть семян бывают пустых, и они всплывают при промывке. Семена посеянные осенью успешно всходят весною, при весеннем посеве нуждаются в стратификации. 
Период цветения в мае — июне, продолжается 10—14 дней. Опыляется насекомыми, включая пчёл, собирающих нектар и пыльцу.
Плоды лимонника созревают в сентябре. Частично остаются висеть в зиму. В северных районах почти не плодоносит. К заморозкам довольно устойчив.

## Химический состав и фармакологические свойства
В зрелых ягодах в процентах: воды 81,25, золы 0,90, клетчатки 2,65, пентоз 1,17, крахмала 1,04, пектиновых веществ 0,2, восстановленного сахара 0,43, белка 2,12, общая кислотность 8,51, летучих кислот 0,46, таннидов и красок 0,15.
В соке плодов содержатся сахара (до 1,5 %), органические кислоты (8,5—20) — главным образом лимонная (до 11), яблочная (7—8), винная (0,8 %); витамины — аскорбиновая кислота, тиамин, рибофлавин. В семенах обнаружены тонизирующие вещества (около 0,012 % схизандрина и схизандрол), токоферол (0,03) и жирное масло (до 34 %). Во всех частях растения, но более всего в коре (до 2,6—3,2 %), содержится эфирное масло, которое высоко ценится в парфюмерии за тонкий пряно-лимонный аромат.
Эфирное масло из коры — прозрачная золотисто-жёлтая жидкость с запахом лимона. В состав эфирного масла входят сесквитерпеновые углеводороды (до 30 %), альдегиды и кетоны (до 20 %). Жирное масло включает α-линолевую (до 20 %), β-линолевую (до 35), олеиновую (до 34) и около 4 % предельных кислот.
Действующие вещества лимонника являются физиологическим антагонистом лекарственных средств снотворного действия и препаратов, угнетающих ЦНС (в том числе барбитуратов, транквилизаторов, противоэпилептических, седативных средств, нейролептиков). Усиливают действие психостимуляторов и аналептиков (в том числе кофеина, камфоры, фенамина).

## Значение и применение
Из ягод лимонника готовят кисель, джем, прохладительные напитки, в кондитерском производстве — начинку для конфет (например, корейских хангва). Урожайность плодов — 1—30 кг/га, семян — 0,5—3 кг/га. Обильные урожаи бывают один раз в несколько лет.
Медонос. Пчёлы собирают с цветков нектар и пыльцу. Продуктивность нектара 100 цветками в Приамурье 17,6 мг, а в Приморье 21,3 мг сахара, продуктивность мёда 20—30 кг/га.
Пятнистым оленем поедается плохо в течение всего года. Очень хорошо поедается свиньями, особенно в августе и сентябре. Отмечено поедание косулей.
Вина приготовленные на основе плодов лимонника китайского имеют хорошую органолептическую характеристику и по своим физико-химическим показателям отвечают требованиям соответствующего ГОСТа. 
Сок используют для букетирования вин.
Из листьев и коры заваривают чай, обладающий нежным лимонным ароматом и имеющий противоцинготные свойства. В Корее такой чай очень популярен и называется омиджа хвачхэ.

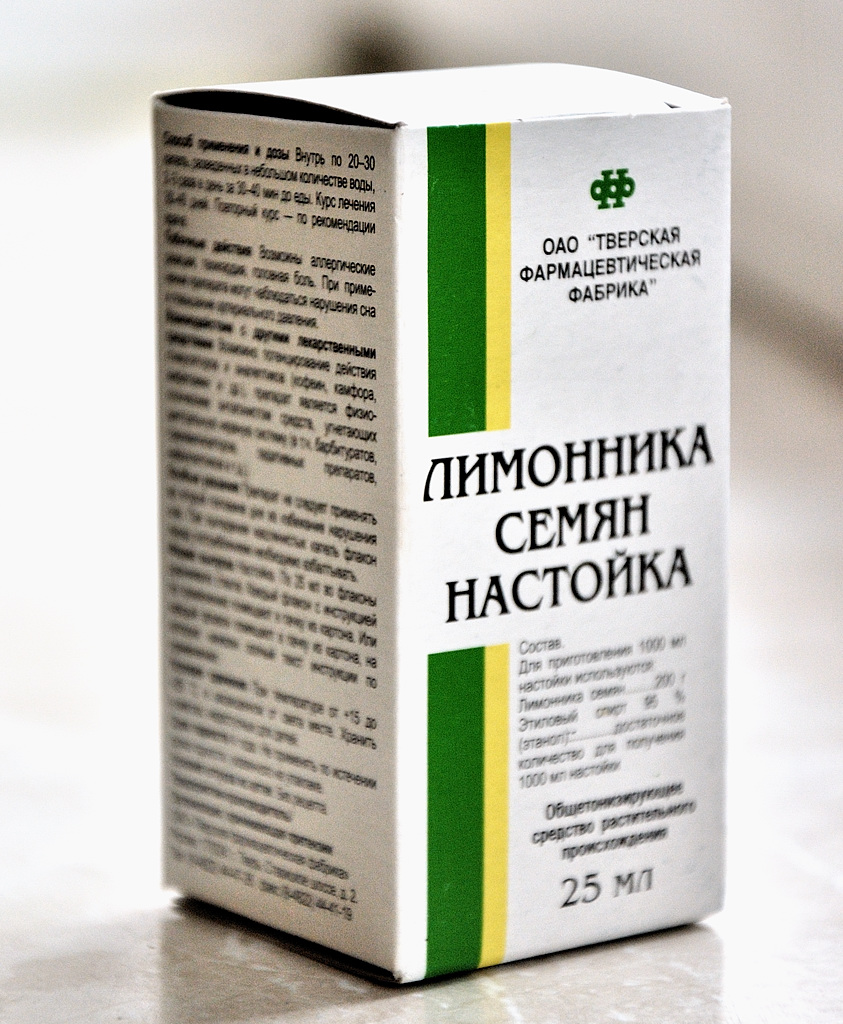
Настойка семян лимонника

### Применение в медицине
В качестве лекарственного сырья используют плод лимонника китайского (лат. Fructus Schisandrae) и семя (Semen Schisandrae). Заготовляют зрелые плоды с сентября и до заморозков. Для получения семян из плодов отжимают сок, а после брожения жмыха семена отделяют от околоплодника струёй воды. Отмытые семена сушат на солнце или в сушилках при температуре 50—60° С.
Сухие ягоды сохраняют до 0,6 % аскорбиновой кислоты и схизандрин, имеют ароматический запах и пряный, горько-сладкий вкус. Плоды и семена используют в качестве лекарственного средства, оказывающего адаптогенное, общетонизирующее и психостимулирующее действие. Тонизирующее действие плодов определяет схизандрин, повышающий возбудимость центральной нервной системы и стимулирующий работу сердца и дыхательного аппарата.
Повышает артериальное давление, усиливает процессы возбуждения в структурах головного мозга и рефлекторную деятельность, повышает работоспособность и уменьшает утомление при физических и умственных нагрузках.
По классификации АТХ относится к общетонизирующим препаратам (группа A13A).
Препараты китайского лимонника показаны при астеническом синдроме, вегетососудистой дистонии по гипотоническому типу, в период реконвалесценции после соматических и инфекционных заболеваний. Лимонник также назначают при переутомлении, снижении работоспособности и при занятиях деятельностью, сопряжённой с большими нервно-психическими и физическими нагрузками. В составе комплексной терапии применяется при нарушениях половой функции на фоне неврастении.
В качестве побочного действия при использовании лимонника упоминаются аллергические реакции, тахикардия, нарушения сна, головная боль, повышение артериального давления. В связи с этим данные препараты противопоказаны при нарушениях сердечной деятельности, артериальной гипертензии, повышенной возбудимости, эпилепсии, нарушениях сна, острых инфекционных заболеваниях, хронических заболеваниях печени, гиперчувствительности к компонентам препарата, при беременности и в период лактации, а также детям до 12 лет. Во избежание нарушения засыпания не рекомендуется принимать спиртовую настойку во второй половине дня. В случае возникновения побочных эффектов необходима отмена препарата.

### Прочее
Лимонник успешно растёт на щебенисто-каменистых местах (при наличии между камнями плодородной и достаточно влажной почвы), поэтому пригоден для покрытия обрывов, пустырей, карьеров, развалов, оголённых берегов водоёмов.

## Таксономия

### Синонимы
По данным The Plant List (2010):
- Kadsura chinensis Turcz.basionym
- Maximowiczia amurensis Rupr.
- Maximowiczia chinensis (Turcz.) Rupr.
- Maximowiczia japonica (A.Gray) K.Koch
- Maximowiczia sinensis Rob.
- Schisandra chinensis var. glabrata Nakai ex T.Mori
- Schisandra chinensis var. leucocarpa P.H.Huang & L.H.Zhuo
- Schisandra viridicarpa Y.N.Lee (nom. inval.)
- Sphaerostema japonicum A.Gray